# Szene1
Szene1 (Eigenschreibweise: SZENE1.AT) ist eine seit dem Jahr 2003 bestehende Party- und Veranstaltungsgemeinschaft und in weiterem Sinne auch ein eigenes österreichweites soziales Netzwerk  mit Sitz in Linz, Oberösterreich. Als Besonderheit gilt der unbeschränkte Zugang zu allen vergangenen Fotos von den Veranstaltungen, auch für nicht registrierte Nutzer. Den Nutzern wird zudem ermöglicht, kostenlose Benutzerprofile einzurichten und auch selbst Bilder hochzuladen. Die Hauptaktivität liegt neben dem Betrachten der Fotos vorrangig im Flirt-Bereich.

## Geschichte
Bei der Techno-Veranstaltung „Infidelity“ wurden Digitalfotos erstellt, die auf der Website der Veranstaltung publiziert wurden. Nach starken Besucherzuwächsen wurde die unabhängige Plattform Szene1 geschaffen. In den ersten Jahren des Bestehens verbreitete es sich vor allem in Oberösterreich. Mit wachsenden  Besucherzahlen wurden 2007 zusätzliche Funktionen zur Verbesserung der Kommunikation zwischen den Usern angeboten. 2008 wurde die Szene1 New Media AG gegründet.